# 中国国际设计博物馆
中国国际设计博物馆，是一座位于浙江省杭州市的博物馆，隶属于中国美术学院象山校区。中国国际设计博物馆以包豪斯研究院为基础，由葡萄牙建筑设计师阿尔瓦罗·西扎设计，2018年4月开馆。

## 沿革
- 2011年，浙江省人民政府批准建设中国国际设计博物馆。
- 2012年，浙江省发改委同意中国国际设计博物馆工程项目建设。
- 2018年4月8日，中国国际设计博物馆投入使用[2]。
- 2021年8月1日起，因2019冠状病毒病疫情，要求实名预约参观、测温亮码，疫苗接种查验，全程佩戴口罩，暂停人工讲解、线下教育活动及相关场馆服务。

## 展览
- 常设展：
  - 《生活世界——馆藏西方现代设计》
  - 《颠覆与重塑：馆藏马西莫·奥斯蒂（英语：Massimo Osti）男装展》
  - 《中国国际设计博物馆建筑设计方案文献展》
- 专题展：
  - 《包豪斯学校创立100周年纪念特展》（2019年12月6日-2020年12月6日）
  - 《从呼捷玛斯（英语：Vkhutemas）到未来图景：苏俄设计历史》（2022年3月17日-9月22日）
  - 《特写——美丽中国的一百个艺术实践》（2022年6月25日-7月25日）